# John King (Komponist)
John King (* 28. November 1953 in Minneapolis) ist ein US-amerikanischer Komponist, Gitarrist und Bratschist.

## Leben und Wirken
King studierte bis 1976 am California Institute of the Arts bei Morton Subotnick, Leonard Stein, James Tenney und Stephen Mosko. Seit 1985 arbeitet er, gemeinsam mit John Cage bis zu dessen Tod, als Komponist für die Merce Cunningham Dance Company (MCDC). Von 1999 bis 2003 war er Musikurator des New Yorker Kulturhauses The Kitchen, von 2003 bis 2012 war er Kodirektor des Musikkomitees der MDCD und neben David Behrman, Takehisa Kosugi und Christian Wolff einer der vier Musiker der Company. Von 1982 bis 1997 unterrichtete er am Lincoln Center Institute for the Arts in Education, seit 2003 unterrichtet er Musikgeschichte an der New York University, seit 2012 Komposition und digitale Musik am Dartmouth College.
Neben Kammermusik, Werken für elektronische Musik, Ballettmusiken und Chorwerken komponierte King auch mehrere Opern, darunter Herzstück/heartpiece nach einem Text von Heiner Müller (mit Krzysztof Knittel), 1999 beim Warschauer Herbst uraufgeführt, la belle captive nach einem Text von Alain Robbe-Grillet, am Teatro Colón 2003 uraufgeführt und Dice Thrown nach Stéphane Mallarmé, Uraufführung an der New York City Opera 2008. Seine Streichquartette wurden vom Eclipse Quartet und dem Mondriaan Quartet aufgeführt. Als Komponist arbeitete er mit experimentellen Musikern wie David Tudor, Gordon Mumma, Christian Wolff und Takehisa Kosugi zusammen. 
Als Improvisationsmusiker legte er mehrere Alben seit 1989 vor, auch Gemeinschaftsarbeiten mit David Moss und Otomo Yoshihide. Zudem spielte er mit Keyboarder Bernie Worrell und Schlagzeugerin Cindy Blackman.
2009 wurde King mit dem Alpert Awards in the Arts für Musik ausgezeichnet. 2014 erhielt er den Award for Sound/Music der Foundation for Contemporary Arts.